# 히스 트리스팅 플레이스

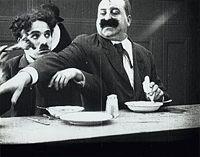

히스 트리스팅 플레이스(His Trysting Place)는 미국에서 제작된 찰리 채플린 감독의 1914년 영화이다. 찰리 채플린 등이 주연으로 출연하였고 맥 세네트 등이 제작에 참여하였다.

## 출연

### 주연
- 찰리 채플린

### 조연
- 마벨 노맨드
- 맥 스웨인
- 필리스 엘렌